# ماغنوس الطيب
ماغنوس جود (بالإنجليزية: Magnus the Good وبالنوردية القديمة: Magnús Óláfsson) (و. 1024 – 1047 م) كان ملك النرويج من عام 1035م وملك الدنمارك من عام 1042، وحتى وفاته عام 1047م. وُلد في النرويج، وتوفي في زيلاند بالدنمارك عن عمر يناهز 23 عاماً. كان خلفه هارلد الثالث ملك النرويج.

## مناصب
تولى منصب مَلِك.